# Elezioni comunali in Emilia-Romagna del 2014
Il 25 maggio 2014 (con ballottaggio l'8 giugno) in Emilia-Romagna si tennero le elezioni per il rinnovo di numerosi consigli comunali.

## Bologna

### Casalecchio di Reno
| Candidati e Liste                            | Voti   | %      | Seggi |
| -------------------------------------------- | ------ | ------ | ----- |
| Massimo Bosso                                | 12.538 | 62,42  | -     |
| Partito Democratico                          | 10.248 | 51,46  | 15    |
| Casalecchio da Vivere                        | 715    | 3,59   | 1     |
| Sinistra Ecologia Libertà-Comunisti Italiani | 601    | 3,02   | -     |
| Prima Casalecchio                            | 577    | 2,90   | -     |
| Partito Socialista Italiano                  | 197    | 0,99   | -     |
| Italia dei Valori                            | 121    | 0,61   | -     |
| Erika Seta                                   | 3.155  | 15,71  | 1     |
| Forza Italia                                 | 1.715  | 8,61   | 1     |
| Lega Nord                                    | 951    | 4,78   | 1     |
| Rivogliamo i Cassonetti                      | 436    | 2,19   | -     |
| Paolo Rainone                                | 2.693  | 13,41  | 1     |
| Movimento 5 Stelle                           | 2.684  | 13,48  | 2     |
| Bruno Cevenini                               | 1.699  | 8,46   | 1     |
| Lista Civica Casalecchio                     | 1.668  | 8,38   | 1     |
| Totale alle liste                            | 19.913 | 100,00 | 21    |
| TOTALE                                       | 20.085 | 100,00 | 24    |

### Castel Maggiore
| Candidati e Liste                     | Voti   | %      | Seggi |
| ------------------------------------- | ------ | ------ | ----- |
| Belinda Gottardi                      | 7.589  | 75,61  | -     |
| Partito Democratico                   | 6.565  | 66,11  | 12    |
| Sinistra Ecologia per Castel Maggiore | 949    | 9,56   | 1     |
| Mirko Cinti                           | 1.317  | 13,12  | 1     |
| Forza Italia                          | 1.293  | 13,02  | 1     |
| Paolo Veronese                        | 604    | 6,02   | 1     |
| Rinnovare per Innovare                | 597    | 6,01   | -     |
| Giovanni Leporati                     | 527    | 5,25   | -     |
| Giovanni Leporati Sindaco             | 527    | 5,31   | -     |
| Totale alle liste                     | 9.931  | 100,00 | 14    |
| TOTALE                                | 10.037 | 100,00 | 16    |

### Castel San Pietro Terme
| Candidati e Liste     | Voti   | %      | Seggi |
| --------------------- | ------ | ------ | ----- |
| Fausto Tinti          | 7.315  | 62,58  | -     |
| Partito Democratico   | 5.922  | 50,99  | 10    |
| Sinistra in Comune    | 586    | 5,05   | 1     |
| Riformisti Castellani | 319    | 2,75   | -     |
| Castello al Centro    | 261    | 2,25   | -     |
| Castello Viva         | 194    | 1,67   | -     |
| Gianluigi Gallo       | 1.991  | 17,03  | 1     |
| Il Tuo Comune         | 1.961  | 16,88  | 2     |
| Andrea Chiavaro       | 1.749  | 14,96  | 1     |
| Movimento 5 Stelle    | 1.748  | 15,05  | 1     |
| Francesco De Santi    | 634    | 5,42   | -     |
| Castello Democratica  | 624    | 5,37   | -     |
| Totale alle liste     | 11.615 | 100,00 | 14    |
| TOTALE                | 11.689 | 100,00 | 16    |

### Medicina
| Candidati e Liste               | Voti  | %      | Seggi |
| ------------------------------- | ----- | ------ | ----- |
| Onelio Rambaldi                 | 5.077 | 55,36  | -     |
| Partito Democratico             | 4.409 | 48,28  | 9     |
| Medicina Democratica e Solidale | 483   | 5,29   | 1     |
| Sinistra Ecologia Libertà       | 189   | 2,07   | -     |
| Kim Bishop                      | 2.266 | 24,71  | 1     |
| Movimento 5 Stelle              | 2.262 | 24,77  | 3     |
| Mariagrazia De Martino          | 661   | 7,21   | 1     |
| Io Amo Medicina                 | 659   | 7,22   | -     |
| Francesco Landi                 | 619   | 6,75   | 1     |
| Nuovo Centrodestra              | 606   | 6,64   | -     |
| Enrico Raspadori                | 548   | 5,98   | -     |
| Federazione della Sinistra      | 525   | 5,75   | -     |
| Totale alle liste               | 9.133 | 100,00 | 13    |
| TOTALE                          | 9.171 | 100,00 | 16    |

### Molinella
| Candidati e Liste                                | Voti  | %      | Seggi |
| ------------------------------------------------ | ----- | ------ | ----- |
| Dario Mantovani                                  | 3.564 | 40,68  | -     |
| Partito Democratico                              | 3.531 | 41,08  | 10    |
| Lorenzo Catozzi                                  | 3.664 | 41,82  | 1     |
| Alleanza Civica Riformista                       | 2.190 | 25,48  | 3     |
| Molinella Civica                                 | 1.360 | 15,82  | 1     |
| Aude Pinardi                                     | 761   | 8,69   | 1     |
| V.O.I. Molinella                                 | 757   | 8,81   | -     |
| Paola Gaia Pastore                               | 405   | 4,62   | -     |
| Fratelli d'Italia - Alleanza Nazionale-Lega Nord | 399   | 4,64   | -     |
| Lorenzo Venturoli                                | 368   | 4,20   | -     |
| Cittadini per il Rinnovamento                    | 359   | 4,18   | -     |
| Totale alle liste                                | 8.596 | 100,00 | 14    |
| TOTALE                                           | 8.762 | 100,00 | 16    |

### Pianoro
| Candidati e Liste                                             | Voti  | %      | Seggi |
| ------------------------------------------------------------- | ----- | ------ | ----- |
| Gabriele Minghetti                                            | 7.000 | 70,01  | -     |
| Partito Democratico                                           | 5.717 | 57,49  | 11    |
| Un'Idea in Comune                                             | 564   | 5,67   | 1     |
| Pianoro Per                                                   | 307   | 3,09   | -     |
| Rifondazione Comunista                                        | 232   | 2,33   | -     |
| Sinistra Ecologia Libertà-Italia dei Valori                   | 139   | 1,40   | -     |
| Matteo Gatti                                                  | 1.603 | 16,03  | 1     |
| Movimento 5 Stelle                                            | 1.598 | 16,07  | 1     |
| Massimiliano Laganà                                           | 1.118 | 11,18  | 1     |
| Forza Italia-Lega Nord-Fratelli d'Italia - Alleanza Nazionale | 1.115 | 11,21  | 1     |
| Carla Balivo                                                  | 278   | 2,78   | -     |
| Nuovo Centrodestra                                            | 273   | 2,75   | -     |
| Totale alle liste                                             | 9.945 | 100,00 | 14    |
| TOTALE                                                        | 9.999 | 100,00 | 16    |

### San Giovanni in Persiceto
| Candidati e Liste                                                   | Voti   | %      | Seggi |
| ------------------------------------------------------------------- | ------ | ------ | ----- |
| Renato Mazzuca                                                      | 8.219  | 53,66  | -     |
| Partito Democratico                                                 | 6.488  | 42,93  | 9     |
| Impronta Persicetana                                                | 735    | 4,86   | 1     |
| Popolari per Persiceto e Decima                                     | 518    | 3,43   | -     |
| Sinistra Ecologia Libertà                                           | 406    | 2,69   | -     |
| Alberto Longhi                                                      | 2.543  | 16,60  | 1     |
| Movimento 5 Stelle                                                  | 2.539  | 16,80  | 2     |
| Maurizio Serra                                                      | 2.398  | 15,66  | 1     |
| Forza Italia                                                        | 1.539  | 10,18  | 1     |
| Rinnova Persiceto                                                   | 824    | 5,45   | -     |
| Giancarlo Mazzoli                                                   | 1.431  | 9,34   | 1     |
| Mazzoli Sindaco                                                     | 825    | 5,46   | -     |
| Lega Nord-Fratelli d'Italia - Alleanza Nazionale-Nuovo Centrodestra | 552    | 3,65   | -     |
| Roberta Sangiorgi                                                   | 725    | 4,73   | -     |
| Progetto Comune                                                     | 686    | 4,54   | -     |
| Totale alle liste                                                   | 15.112 | 100,00 | 13    |
| TOTALE                                                              | 15.316 | 100,00 | 16    |

### San Lazzaro di Savena
| Candidati e Liste              | Voti   | %      | Seggi |
| ------------------------------ | ------ | ------ | ----- |
| Isabella Conti                 | 10.907 | 58,93  | -     |
| Partito Democratico            | 9.008  | 48,88  | 14    |
| Sinistra Ecologia con Archetti | 763    | 4,14   | 1     |
| San Lazzaro in Comune          | 600    | 3,26   | -     |
| Adesso!! San Lazzaro           | 424    | 2,30   | -     |
| Italia dei Valori              | 65     | 0,35   | -     |
| Massimo Bertuzzi               | 2.649  | 14,31  | 1     |
| Noi Cittadini                  | 2.618  | 14,21  | 2     |
| Massimo Poggi                  | 2.353  | 12,71  | 1     |
| Movimento 5 Stelle             | 2.346  | 12,73  | 2     |
| Samuele Barillà                | 2.352  | 12,71  | 1     |
| Forza Italia                   | 2.363  | 12,82  | 2     |
| Enrico Di Oto                  | 246    | 1,33   | -     |
| Tu per San Lazzaro             | 242    | 1,31   | -     |
| Totale alle liste              | 18.429 | 100,00 | 21    |
| TOTALE                         | 18.507 | 100,00 | 24    |

### Valsamoggia
| Candidati e Liste       | Voti   | %      | Seggi |
| ----------------------- | ------ | ------ | ----- |
| Daniele Ruscigno        | 9.877  | 58,40  | -     |
| Partito Democratico     | 6.869  | 40,95  | 8     |
| Insieme per Valsamoggia | 2.085  | 12,43  | 2     |
| Noi Valsamoggia         | 517    | 3,08   | -     |
| Rifondazione Comunista  | 288    | 1,72   | -     |
| Simone Rimondi          | 3.104  | 18,35  | 1     |
| Civicamente Samoggia    | 3.087  | 18,40  | 2     |
| Roberto Dondi           | 2.121  | 12,54  | 1     |
| Movimento 5 Stelle      | 2.119  | 12,63  | 1     |
| Marcella Osti           | 1.332  | 7,88   | 1     |
| Forza Italia            | 1.330  | 7,93   | -     |
| Luigi Gandolfi          | 289    | 1,71   | -     |
| Nostra Valsamoggia      | 288    | 1,72   | -     |
| Manuele Luppi           | 189    | 1,12   | -     |
| Liberi                  | 190    | 1,13   | -     |
| Totale alle liste       | 16.773 | 100,00 | 13    |
| TOTALE                  | 16.912 | 100,00 | 16    |

### Zola Predosa
| Candidati e Liste                      | Voti   | %      | Seggi |
| -------------------------------------- | ------ | ------ | ----- |
| Stefano Fiorini                        | 5.937  | 54,63  | -     |
| Partito Democratico                    | 4.836  | 44,92  | 10    |
| Alleanza per Zola                      | 382    | 3,55   | -     |
| Sinistra Ecologia Libertà              | 286    | 2,66   | -     |
| Cittadini                              | 197    | 1,83   | -     |
| Comunisti Italiani                     | 110    | 1,02   | -     |
| Italia dei Valori                      | 69     | 0,64   | -     |
| Luca Nicotri                           | 1.441  | 13,26  | 1     |
| Movimento 5 Stelle                     | 1.431  | 13,29  | 1     |
| Stefano Lelli                          | 1.317  | 12,12  | 1     |
| Forza Italia                           | 861    | 8,00   | 1     |
| Lega Nord                              | 313    | 2,91   | -     |
| Fratelli d'Italia - Alleanza Nazionale | 136    | 1,26   | -     |
| Davide Gamberini                       | 1.112  | 10,23  | 1     |
| Insieme per Zola                       | 1.103  | 10,25  | -     |
| Matteo Badiali                         | 1.060  | 9,75   | 1     |
| Zola Bene Comune                       | 1.041  | 9,67   | -     |
| Totale alle liste                      | 10.765 | 100,00 | 12    |
| TOTALE                                 | 10.867 | 100,00 | 16    |

## Ferrara

### Ferrara
| Candidati e Liste                                              | Voti   | %      | Seggi |
| -------------------------------------------------------------- | ------ | ------ | ----- |
| Tiziano Tagliani                                               | 41.205 | 55,56  | -     |
| Partito Democratico                                            | 34.464 | 46,89  | 18    |
| Ferrara Concreta                                               | 3.163  | 4,30   | 1     |
| Sinistra Ecologia Libertà                                      | 2.397  | 3,26   | 1     |
| Centro Democratico                                             | 705    | 0,95   | -     |
| Vittorio Anselmi                                               | 13.170 | 17,75  | 1     |
| Forza Italia                                                   | 7.677  | 10,44  | 3     |
| Fratelli d'Italia - Alleanza Nazionale                         | 2.930  | 3,98   | 1     |
| Lega Nord                                                      | 2.471  | 3,36   | 1     |
| Ilaria Morghen                                                 | 11.790 | 15,89  | 1     |
| Movimento 5 Stelle                                             | 11.742 | 15,97  | 4     |
| Francesco Rendine                                              | 2.459  | 3,31   | 1     |
| Giustizia Onore e Libertà                                      | 2.420  | 3,29   | -     |
| Giuseppe Fornaro                                               | 1.728  | 2,32   | -     |
| Valore Sinistra (Italia dei Valori-Federazione della Sinistra) | 1.712  | 2,32   | -     |
| Francesco Fersini                                              | 1.563  | 2,10   | -     |
| Nuovo Centrodestra - Unione di Centro                          | 1.572  | 2,13   | -     |
| Marica Felloni                                                 | 1.371  | 1,84   | -     |
| Ferrara Futuro Insieme                                         | 1.365  | 1,85   | -     |
| Mario Zamorani                                                 | 878    | 1,18   | -     |
| Un'Altra Ferrara                                               | 878    | 1,19   | -     |
| Totale alle liste                                              | 73.496 | 100,00 | 29    |
| TOTALE                                                         | 74.164 | 100,00 | 32    |

### Argenta
| Candidati e Liste                      | Voti   | %      | Seggi |
| -------------------------------------- | ------ | ------ | ----- |
| Antonio Fiorentini                     | 7.296  | 57,01  | -     |
| Partito Democratico                    | 6.178  | 48,94  | 10    |
| #Futurogreen                           | 327    | 2,37   | -     |
| Civica per Argenta                     | 449    | 3,56   | -     |
| Argenta Civica                         | 306    | 2,42   | -     |
| Sinistra per Argenta                   | 212    | 1,68   | -     |
| Gabriella Azzalli                      | 3.391  | 26,50  | 1     |
| Rinnovamento Argenta                   | 1.491  | 11,81  | 2     |
| Forza Italia                           | 1.145  | 9,07   | 1     |
| Fratelli d'Italia - Alleanza Nazionale | 544    | 4,31   | -     |
| Argenta Oltre                          | 159    | 1,26   | -     |
| Luca Bertaccini                        | 1.808  | 14,13  | 1     |
| Movimento 5 Stelle                     | 1.797  | 14,24  | 1     |
| Giuseppe Brina                         | 302    | 2,36   | -     |
| Lega Nord                              | 342    | 2,71   | -     |
| Totale alle liste                      | 12.623 | 100,00 | 14    |
| TOTALE                                 | 12.797 | 100,00 | 16    |

### Bondeno
| Candidati e Liste                      | Voti  | %      | Seggi |
| -------------------------------------- | ----- | ------ | ----- |
| Alan Fabbri                            | 4.702 | 46,07  | -     |
| ...E Avanti!                           | 2.391 | 27,14  | 5     |
| Lega Nord                              | 1.187 | 13,47  | 2     |
| Forza Italia                           | 950   | 10,78  | 2     |
| Unione di Centro                       | 938   | 10,65  | 2     |
| Fratelli d'Italia - Alleanza Nazionale | 146   | 1,66   | -     |
| Giovanni Nardini                       | 2.775 | 30,85  | 1     |
| Partito Democratico                    | 2.498 | 28,36  | 4     |
| Io Voto per Bondeno                    | 265   | 3,01   | -     |
| Gino Alberghini                        | 159   | 1,77   | -     |
| Bondeno in Movimento                   | 155   | 1,76   | -     |
| Fabiano Campi                          | 157   | 1,75   | -     |
| Gruppo Proposta                        | 152   | 1,73   | -     |
| Emanuele Vassalli                      | 128   | 1,42   | -     |
| Sinistra per il Lavoro a Bondeno       | 127   | 1,44   | -     |
| Totale alle liste                      | 8.809 | 100,00 | 15    |
| TOTALE                                 | 8.996 | 100,00 | 16    |

### Copparo
| Candidati e Liste                                | Voti  | %      | Seggi |
| ------------------------------------------------ | ----- | ------ | ----- |
| Nicola Rossi                                     | 5.807 | 59,16  | -     |
| Partito Democratico                              | 4.529 | 46,36  | 9     |
| Insieme per Copparo                              | 783   | 8,01   | 1     |
| Partito della Rifondazione Comunista             | 353   | 3,61   | -     |
| Sinistra Ecologia Libertà                        | 122   | 1,25   | -     |
| Luana Veronese                                   | 1.966 | 20,03  | 1     |
| Movimento 5 Stelle                               | 1.960 | 20,06  | 2     |
| Filippo Furini                                   | 1.854 | 18,89  | 1     |
| Forza Italia                                     | 1.298 | 13,29  | 2     |
| Fratelli d'Italia - Alleanza Nazionale-Lega Nord | 545   | 5,58   | -     |
| Giuliano Giuliani                                | 189   | 1,93   | -     |
| Italia dei Valori                                | 180   | 1,84   | -     |
| Totale alle liste                                | 9.770 | 100,00 | 14    |
| TOTALE                                           | 9.816 | 100,00 | 16    |

## Forlì-Cesena

### Forlì
| Candidati e Liste                      | Voti   | %      | Seggi |
| -------------------------------------- | ------ | ------ | ----- |
| Davide Drei                            | 33.755 | 54,28  | -     |
| Partito Democratico                    | 28.415 | 46,34  | 18    |
| Noi con Drei                           | 2.840  | 4,63   | 1     |
| Con Drei per Forlì (PSI-Verdi-SC)      | 1.591  | 2,59   | 1     |
| A Sinistra con Drei                    | 527    | 0,85   | -     |
| Anna Rita Balzani                      | 12.806 | 20,59  | 1     |
| Forza Italia                           | 7.789  | 12,70  | 4     |
| Fratelli d'Italia - Alleanza Nazionale | 1,807  | 2,94   | 1     |
| Noi Forlivesi                          | 2,817  | 4,59   | 1     |
| Daniele Avolio                         | 7.165  | 11,52  | 1     |
| Movimento 5 Stelle                     | 7.145  | 11,65  | 3     |
| Daniele Mezzacapo                      | 2.114  | 3,39   | 1     |
| Lega Nord                              | 2.110  | 3,44   | -     |
| Raffaella Pirini                       | 1.566  | 2,51   | -     |
| Destinazione Forlì                     | 1.524  | 2,48   | -     |
| Andrea Pasini                          | 1.449  | 2,33   | -     |
| Amare Forlì                            | 1.445  | 2,37   | -     |
| Luigi Ascanio                          | 1.172  | 1,88   | -     |
| Cambia Forlì                           | 1.142  | 1,86   | -     |
| Nicola Candido                         | 839    | 1,34   | -     |
| Sinistra per Forlì                     | 826    | 1,34   | -     |
| Pino Perini                            | 677    | 1,08   | -     |
| Insieme da Sinistra                    | 676    | 1,10   | -     |
| Paola Monaldi                          | 358    | 0,57   | -     |
| Movimento Idea Sociale                 | 359    | 0,58   | -     |
| Giacomo Turci                          | 287    | 0,46   | -     |
| Partito Comunista dei Lavoratori       | 287    | 0,46   | -     |
| Totale alle liste                      | 61.310 | 100,00 | 29    |
| TOTALE                                 | 62.188 | 100,00 | 32    |

### Cesena
| Candidati e Liste                                                | Voti   | %      | Seggi |
| ---------------------------------------------------------------- | ------ | ------ | ----- |
| Paolo Lucchi                                                     | 29.715 | 54,79  | -     |
| Partito Democratico                                              | 26.019 | 48,32  | 15    |
| Sinistra Ecologia Libertà                                        | 1.647  | 3,05   | -     |
| Semplicemente Cesena                                             | 1.276  | 2,36   | -     |
| Partito della Rifondazione Comunista                             | 528    | 0,98   | -     |
| Nuove Idee in Comune (Partito Socialista Italiano-Scelta Civica) | 301    | 0,55   | -     |
| Gilberto Zoffoli                                                 | 9.103  | 16,78  | 1     |
| Forza Italia                                                     | 4.410  | 8,19   | 2     |
| Nuovo Centrodestra - Unione di Centro                            | 2.107  | 3,91   | 1     |
| Partito Repubblicano Italiano                                    | 1.475  | 2,73   | -     |
| Fratelli d'Italia - Alleanza Nazionale                           | 898    | 1,66   | -     |
| Natascia Guiduzzi                                                | 8.403  | 15,49  | 1     |
| Movimento 5 Stelle                                               | 8.376  | 15,55  | 3     |
| Vittorio Valletta                                                | 2.144  | 3,95   | 1     |
| Cesena SiAmo Noi                                                 | 2.072  | 3,84   | -     |
| Luigi Di Placido                                                 | 1.651  | 3,04   | -     |
| Liberaldemocratici per Cesena                                    | 1.145  | 2,12   | -     |
| Progetto Liberale                                                | 411    | 0,76   | -     |
| Antonella Celletti                                               | 1.506  | 2,77   | -     |
| Lega Nord                                                        | 1.481  | 2,75   | -     |
| Matteo Micucci                                                   | 1.106  | 2,03   | -     |
| Rialzati Cesena                                                  | 1.106  | 2,05   | -     |
| Maria Grazia Zittignani                                          | 605    | 1,11   | -     |
| Partito dei Comunisti Italiani                                   | 592    | 1,09   | -     |
| Totale alle liste                                                | 53.844 | 100,00 | 21    |
| TOTALE                                                           | 54.233 | 100,00 | 24    |

### Savignano sul Rubicone
| Candidati e Liste                 | Voti  | %      | Seggi |
| --------------------------------- | ----- | ------ | ----- |
| Filippo Giovannini                | 3.460 | 38,35  | -     |
| Partito Democratico               | 3.097 | 34,72  | 9     |
| La Sinistra per Savignano         | 321   | 3,60   | 1     |
| Rodolfo Baldacci                  | 2.484 | 27,54  | 1     |
| Savignano Oltre                   | 1.464 | 16,41  | 2     |
| Forza Italia                      | 673   | 7,55   | 1     |
| Lega Nord                         | 323   | 3,62   | -     |
| Mauro Frisoni                     | 1.829 | 20,27  | 1     |
| Movimento 5 Stelle                | 1.799 | 20,17  | 1     |
| Orfeo Silvagni                    | 507   | 5,62   | -     |
| Sì Silvagni Sindaco               | 508   | 5,70   | -     |
| Monica Trevisani                  | 410   | 4,54   | -     |
| Rinasce Savignano sul Rubicone    | 408   | 4,57   | -     |
| Cristiana Rocchi                  | 331   | 3,67   | -     |
| Le Donne della Città del Rubicone | 326   | 3,66   | -     |
| Totale alle liste                 | 8.919 | 100,00 | 14    |
| TOTALE                            | 9.021 | 100,00 | 16    |

## Modena

### Modena
| Candidati e Liste                      | Voti   | %      | Seggi |
| -------------------------------------- | ------ | ------ | ----- |
| Gian Carlo Muzzarelli                  | 47.492 | 49,71  | -     |
| Partito Democratico                    | 43.161 | 45,50  | 19    |
| Sinistra Ecologia Libertà              | 2.281  | 2,40   | 1     |
| Centro Democratico                     | 995    | 1,04   | -     |
| Moderati per Modena                    | 815    | 0,85   | -     |
| Partito dei Comunisti Italiani         | 806    | 0,84   | -     |
| Marco Bortolotti                       | 15.605 | 16,33  | 1     |
| Movimento 5 Stelle                     | 15.339 | 16,17  | 4     |
| Giuseppe Pellacani                     | 11.968 | 12,52  | 1     |
| Forza Italia                           | 8.204  | 8,64   | 2     |
| Fratelli d'Italia - Alleanza Nazionale | 2.382  | 2,51   | -     |
| Unione di Centro                       | 1.348  | 1,42   | -     |
| Adriana Querzè                         | 6.755  | 7,07   | 1     |
| Per Me Modena                          | 6.281  | 6,62   | 1     |
| Antonio Montanini                      | 4.133  | 4,31   | 1     |
| CambiaModena                           | 3.837  | 4,04   | -     |
| Carlo Giovanardi                       | 3.790  | 3,96   | 1     |
| Nuovo Centrodestra                     | 3.732  | 3,93   | -     |
| Stefano Bellei                         | 2.986  | 3,12   | -     |
| Lega Nord-Prima i Modenesi             | 2.952  | 3,11   | -     |
| Vittorio Balestrazzi                   | 1.558  | 1,63   | -     |
| Modena Salute Ambiente.it              | 1.537  | 1,62   | -     |
| Flavio Novara                          | 1.245  | 1,30   | -     |
| L'Altra Modena-Sinistra in Comune      | 1.186  | 1,25   | -     |
| Totale alle liste                      | 94.856 | 100,00 | 27    |
| TOTALE                                 | 95.532 | 100,00 | 32    |

### Carpi
| Candidati e Liste                      | Voti   | %      | Seggi |
| -------------------------------------- | ------ | ------ | ----- |
| Alberto Bellelli                       | 21.147 | 56,94  | -     |
| Partito Democratico                    | 19.111 | 51,84  | 15    |
| Carpi 2.0                              | 756    | 2,05   | -     |
| Sinistra Ecologia Libertà              | 706    | 1,92   | -     |
| Federazione dei Verdi                  | 480    | 1,30   | -     |
| Eros Andrea Gaddi                      | 5.353  | 14,41  | 1     |
| Movimento 5 Stelle                     | 5.340  | 14,49  | 2     |
| Giorgio Verrini                        | 4.340  | 11,69  | 1     |
| Carpi Futura                           | 4.199  | 11,39  | 2     |
| Roberto Benatti                        | 4.039  | 10,88  | 1     |
| Forza Italia                           | 2.698  | 7,32   | 1     |
| Lega Nord                              | 1.109  | 3,01   | -     |
| Carpi del Fare                         | 253    | 0,69   | -     |
| Cristian Rostovi                       | 1.411  | 3,80   | 1     |
| Fratelli d'Italia - Alleanza Nazionale | 887    | 2,41   | -     |
| Nuovo Centrodestra                     | 485    | 1,32   | -     |
| Serafina Rovatti                       | 846    | 2,28   | -     |
| Carpi Bene Comune                      | 839    | 2,28   | -     |
| Totale alle liste                      | 36.863 | 100,00 | 20    |
| TOTALE                                 | 37.136 | 100,00 | 24    |

### Castelfranco Emilia
| Candidati e Liste                                                | Voti   | %      | Seggi |
| ---------------------------------------------------------------- | ------ | ------ | ----- |
| Stefano Reggianini                                               | 8.963  | 52,81  | -     |
| Partito Democratico                                              | 8.120  | 48,07  | 15    |
| Sinistra Ecologia Libertà                                        | 482    | 2,85   | -     |
| Comunisti Italiani-Partito Socialista Italiano-Italia dei Valori | 314    | 1,86   | -     |
| Antonella Franchini                                              | 2.672  | 15,74  | 1     |
| Movimento 5 Stelle                                               | 2.668  | 15,80  | 2     |
| Giovanni Gidari                                                  | 2.201  | 12,97  | 1     |
| Forza Italia                                                     | 1.440  | 8,53   | 2     |
| Castelfranco che Verrà                                           | 324    | 1,92   | -     |
| Fratelli d'Italia - Alleanza Nazionale                           | 279    | 1,65   | -     |
| Nuovo Centrodestra - Unione di Centro                            | 153    | 0,91   | -     |
| Silvia Santunione                                                | 2.103  | 12,39  | 1     |
| Frazioni e Castelfranco                                          | 2.087  | 12,36  | 1     |
| Cristina Girotti Zirotti                                         | 1.033  | 6,09   | 1     |
| Lega Nord                                                        | 1.024  | 6,06   | -     |
| Totale alle liste                                                | 16.891 | 100,00 | 20    |
| TOTALE                                                           | 16.972 | 100,00 | 24    |

### Fiorano Modenese
| Candidati e Liste         | Voti  | %      | Seggi |
| ------------------------- | ----- | ------ | ----- |
| Francesco Tosi            | 6.454 | 70,80  | -     |
| Partito Democratico       | 5.397 | 60,05  | 12    |
| Uniti per Crescere        | 347   | 3,86   | -     |
| Fiorano al Centro         | 320   | 3,56   | -     |
| Sinistra Ecologia Libertà | 258   | 2,87   | -     |
| Giuseppe Amici            | 1.773 | 19,45  | 1     |
| Movimento 5 Stelle        | 1.766 | 19,65  | 2     |
| Pantelis Assimakis        | 889   | 9,75   | 1     |
| Forza Italia              | 899   | 10,00  | -     |
| Totale alle liste         | 8.987 | 100,00 | 14    |
| TOTALE                    | 9.116 | 100,00 | 16    |

### Formigine
| Candidati e Liste                            | Voti   | %      | Seggi |
| -------------------------------------------- | ------ | ------ | ----- |
| Maria Costi                                  | 11.639 | 60,65  | -     |
| Partito Democratico                          | 9.922  | 52,21  | 15    |
| Sinistra Ecologia Libertà-Comunisti Italiani | 649    | 3,42   | -     |
| Formigine Viva                               | 495    | 2,60   | -     |
| Noi per Formigine                            | 486    | 2,56   | -     |
| Paolo Bigliardi                              | 4.615  | 24,05  | 1     |
| Per Cambiare                                 | 1.736  | 9,13   | 2     |
| Forza Italia                                 | 1.608  | 8,46   | 2     |
| Lega Nord                                    | 902    | 4,75   | 1     |
| Nuovo Centrodestra                           | 271    | 1,43   | -     |
| Rocco Cipriano                               | 2.938  | 15,31  | 1     |
| Movimento 5 Stelle                           | 2.935  | 15,44  | 2     |
| Totale alle liste                            | 19.004 | 100,00 | 22    |
| TOTALE                                       | 19.192 | 100,00 | 24    |

### Maranello
| Candidati e Liste                            | Voti  | %      | Seggi |
| -------------------------------------------- | ----- | ------ | ----- |
| Massimiliano Morini                          | 5.149 | 55,21  | -     |
| Partito Democratico                          | 3.603 | 39,73  | 8     |
| La Tua Maranello                             | 1.056 | 11,65  | 2     |
| Sinistra Ecologia Libertà-Comunisti Italiani | 312   | 3,44   | -     |
| Luca Barbolini                               | 2.162 | 23,18  | 1     |
| Forza Italia                                 | 863   | 9,52   | 1     |
| Lista Civica per Maranello                   | 561   | 6,19   | 1     |
| Lega Nord                                    | 320   | 3,53   | -     |
| Fratelli d'Italia - Alleanza Nazionale       | 218   | 2,40   | -     |
| Nuovo Centrodestra                           | 124   | 1,37   | -     |
| Matteo Cursio                                | 1.814 | 19,45  | 1     |
| Movimento 5 Stelle                           | 1.810 | 19,96  | 2     |
| Paolo Boi                                    | 202   | 2,17   | -     |
| Maranello Domani                             | 201   | 2,22   | -     |
| Totale alle liste                            | 9.068 | 100,00 | 14    |
| TOTALE                                       | 9.327 | 100,00 | 16    |

### Mirandola
| Candidati e Liste                      | Voti   | %      | Seggi |
| -------------------------------------- | ------ | ------ | ----- |
| Maino Benatti                          | 7.747  | 61,61  | -     |
| Partito Democratico                    | 6.161  | 49,67  | 9     |
| I Mirandolesi                          | 1.042  | 8,40   | 1     |
| Sinistra per Mirandola                 | 446    | 3,60   | -     |
| Antonio Platis                         | 2.190  | 17,42  | 1     |
| Forza Italia                           | 1.280  | 10,32  | 2     |
| Fratelli d'Italia - Alleanza Nazionale | 338    | 2,72   | -     |
| Ascoltare per Innovare                 | 317    | 2,56   | -     |
| Nuovo Centrodestra-Le Valli            | 207    | 1,67   | -     |
| Nunzio Tinchelli                       | 1.491  | 11,86  | 1     |
| Movimento 5 Stelle                     | 1.483  | 11,95  | 1     |
| Guglielmo Golinelli                    | 1.146  | 9,11   | 1     |
| Lega Nord                              | 1.131  | 9,12   | -     |
| Totale alle liste                      | 12.405 | 100,00 | 13    |
| TOTALE                                 | 12.574 | 100,00 | 16    |

### Nonantola
| Candidati e Liste        | Voti  | %      | Seggi |
| ------------------------ | ----- | ------ | ----- |
| Federica Nannetti        | 5.401 | 65,36  | -     |
| Partito Democratico      | 4.919 | 60,01  | 11    |
| Nonantola Bene in Comune | 441   | 5,38   | -     |
| Giorgio Ferri            | 1.452 | 17,57  | 1     |
| Amo Nonantola            | 1.438 | 17,54  | 2     |
| Matteo Malaguti          | 931   | 11,27  | 1     |
| Nonantola nel Cuore      | 924   | 11,27  | -     |
| Gian Luca Panzetti       | 480   | 5,81   | 1     |
| Rifondazione Comunista   | 475   | 5,79   | -     |
| Totale alle liste        | 8.197 | 100,00 | 13    |
| TOTALE                   | 8.264 | 100,00 | 16    |

### Sassuolo
| Candidati e Liste                      | Voti   | %      | Seggi |
| -------------------------------------- | ------ | ------ | ----- |
| Claudio Pistoni                        | 10.156 | 46,50  | -     |
| Partito Democratico                    | 6.719  | 31,39  | 11    |
| Pistoni Sindaco                        | 2.724  | 12,73  | 4     |
| Sinistra Ecologia Libertà              | 414    | 1,93   | -     |
| Lista Usai                             | 93     | 0,43   | -     |
| Luca Caselli                           | 6.913  | 31,65  | 1     |
| Forza Italia                           | 2.832  | 13,23  | 3     |
| Lista Civica Sassolesi                 | 2.505  | 11,70  | 2     |
| Lega Nord                              | 919    | 4,29   | -     |
| Fratelli d'Italia - Alleanza Nazionale | 487    | 2,28   | -     |
| Erio Huller                            | 2.207  | 10,10  | 1     |
| Movimento 5 Stelle                     | 2.186  | 10,21  | 1     |
| Giorgio Barbieri                       | 1.773  | 8,12   | 1     |
| Sassuolo 2020                          | 1.727  | 8,07   | -     |
| Franca Cerverizzo                      | 449    | 2,06   | -     |
| Siamo Sassuolo                         | 216    | 1,01   | -     |
| Rifondazione Comunista                 | 146    | 0,68   | -     |
| Lista Antiperbenista                   | 95     | 0,44   | -     |
| Ivano Piccinini                        | 345    | 1,58   | -     |
| Conto Anch'Io a Sassuolo               | 341    | 1,59   | -     |
| Totale alle liste                      | 21.404 | 100,00 | 21    |
| TOTALE                                 | 21.843 | 100,00 | 24    |

### Soliera
| Candidati e Liste         | Voti  | %      | Seggi |
| ------------------------- | ----- | ------ | ----- |
| Roberto Solomita          | 5.459 | 64,10  | -     |
| Partito Democratico       | 4.747 | 56,18  | 10    |
| Soliera Futura            | 364   | 4,31   | -     |
| Sinistra Ecologia Libertà | 314   | 3,72   | -     |
| Bruno Bergonzini          | 1.549 | 18,19  | 1     |
| Movimento 5 Stelle        | 1.545 | 18,28  | 2     |
| Giovanna Zironi           | 1.509 | 17,72  | 1     |
| Forza Italia              | 764   | 9,04   | 1     |
| Rilanciamo Soliera        | 716   | 8,47   | 1     |
| Totale alle liste         | 8.450 | 100,00 | 14    |
| TOTALE                    | 8.517 | 100,00 | 16    |

### Vignola
| Candidati e Liste                            | Voti   | %      | Seggi |
| -------------------------------------------- | ------ | ------ | ----- |
| Mauro Smeraldi                               | 4.278  | 33,98  | -     |
| Vignola Cambia                               | 1.671  | 13,63  | 4     |
| Vignola per Tutti                            | 1.501  | 12,24  | 4     |
| Città di Vignola                             | 866    | 7,06   | 2     |
| Giancarlo Gasparini                          | 5.649  | 44,88  | 1     |
| Partito Democratico                          | 4.024  | 32,82  | 3     |
| La Vignola che Vogliamo                      | 1.561  | 12,73  | 1     |
| Nadia Piseddu                                | 1.326  | 10,53  | 1     |
| Movimento 5 Stelle                           | 1.322  | 10,78  | -     |
| Piergiovanni Magnani                         | 769    | 6,11   | -     |
| Forza Italia                                 | 632    | 5,16   | -     |
| Cittadini Riuniti per Vignola                | 121    | 0,99   | -     |
| Antonio Guarro                               | 566    | 4,50   | -     |
| Nuovo Centrodestra - Unione di Centro-Altri  | 405    | 3,30   | -     |
| Fratelli d'Italia - Alleanza Nazionale-Altri | 156    | 1,27   | -     |
| Totale alle liste                            | 12.259 | 100,00 | 14    |
| TOTALE                                       | 12.588 | 100,00 | 16    |

## Parma

### Fidenza
| Candidati e Liste                      | Voti   | %      | Seggi |
| -------------------------------------- | ------ | ------ | ----- |
| Andrea Massari                         | 6.745  | 48,28  | -     |
| Partito Democratico                    | 5.502  | 41,54  | 10    |
| Fidenza Davvero!                       | 515    | 3,89   | -     |
| Fidenza a Sinistra                     | 427    | 3,22   | -     |
| Francesca Gambarini                    | 2.899  | 20,75  | 1     |
| Forza Italia                           | 1.665  | 12,57  | 2     |
| Lega Nord                              | 555    | 4,19   | -     |
| Identità e Valori                      | 311    | 2,35   | -     |
| Fratelli d'Italia - Alleanza Nazionale | 225    | 1,70   | -     |
| Gabriele Rigoni                        | 1.974  | 14,13  | 1     |
| Con Fidenza                            | 1.190  | 8,98   | 1     |
| Noi per Fidenza                        | 621    | 4,69   | -     |
| Angela Amoruso                         | 1.515  | 10,84  | 1     |
| Movimento 5 Stelle                     | 1.468  | 11,08  | -     |
| Giovanna Galli                         | 549    | 3,93   | -     |
| Primavera Fidentina                    | 502    | 3,79   | -     |
| Francesco Paolo Nardella               | 289    | 2,07   | -     |
| Insieme per Fidenza                    | 264    | 1,99   | -     |
| Totale alle liste                      | 13.245 | 100,00 | 13    |
| TOTALE                                 | 13.971 | 100,00 | 16    |

## Ravenna

### Bagnacavallo
| Candidati e Liste                                             | Voti  | %      | Seggi |
| ------------------------------------------------------------- | ----- | ------ | ----- |
| Eleonora Proni                                                | 5.873 | 61,87  | -     |
| Partito Democratico                                           | 5.063 | 53,68  | 11    |
| Sinistra Ecologia Libertà                                     | 352   | 3,73   | -     |
| Federazione della Sinistra                                    | 252   | 2,67   | -     |
| Italia dei Valori                                             | 159   | 1,69   | -     |
| Piergiorgio Costa                                             | 1.917 | 20,20  | 1     |
| Bagnacavallo Insieme                                          | 1.906 | 20,21  | 2     |
| Samantha Gardin                                               | 892   | 9,40   | 1     |
| Forza Italia-Fratelli d'Italia - Alleanza Nazionale-Lega Nord | 888   | 9,42   | -     |
| Angelo Ravagli                                                | 810   | 8,53   | 1     |
| Uniti per Bagnacavallo                                        | 811   | 8,60   | -     |
| Totale alle liste                                             | 9.431 | 100,00 | 13    |
| TOTALE                                                        | 9.492 | 100,00 | 16    |

### Cervia
| Candidati e Liste                      | Voti   | %      | Seggi |
| -------------------------------------- | ------ | ------ | ----- |
| Luca Coffari                           | 8.303  | 51,28  | -     |
| Partito Democratico                    | 6.923  | 43,28  | 9     |
| Cervia Domani                          | 909    | 5,68   | 1     |
| Sinistra Ecologia Libertà              | 318    | 1,99   | -     |
| Centro Democratico                     | 114    | 0,71   | -     |
| Paolo Savelli                          | 3.808  | 23,52  | 1     |
| Forza Italia                           | 2.070  | 12,94  | 2     |
| Fratelli d'Italia - Alleanza Nazionale | 571    | 3,57   | -     |
| Partito Repubblicano Italiano          | 517    | 3,23   | -     |
| Nuovo Centrodestra - Unione di Centro  | 507    | 3,17   | -     |
| Alessandro Marconi                     | 2.391  | 14,77  | 1     |
| Movimento 5 Stelle                     | 2.379  | 14,87  | 1     |
| Michele Fiumi                          | 1.230  | 7,60   | 1     |
| Progetto Cervia                        | 1.213  | 7,58   | -     |
| Antonio Antonelli                      | 460    | 2,84   | -     |
| Federazione della Sinistra             | 476    | 2,98   | -     |
| Totale alle liste                      | 15.997 | 100,00 | 13    |
| TOTALE                                 | 16.192 | 100,00 | 16    |

### Lugo
| Candidati e Liste           | Voti   | %      | Seggi |
| --------------------------- | ------ | ------ | ----- |
| Davide Ranalli              | 8.875  | 48,39  | -     |
| Partito Democratico         | 8.125  | 44,53  | 15    |
| Prospettiva 2030            | 410    | 2,25   | -     |
| Sinistra Ecologia Libertà   | 255    | 1,40   | -     |
| Italia dei Valori           | 113    | 0,62   | -     |
| Silvano Verlicchi           | 4.011  | 21,87  | 1     |
| Per la Buona Politica       | 2.684  | 14,71  | 3     |
| Lugo Popolare               | 851    | 4,66   | 1     |
| Lugo Libera                 | 394    | 2,16   | -     |
| Domenico Coppola            | 2.224  | 12,13  | 1     |
| Movimento 5 Stelle          | 2.194  | 12,02  | 1     |
| Donatella Donati            | 1.453  | 7,92   | 1     |
| Forza Italia                | 1.449  | 7,94   | -     |
| Secondo Valgimigli          | 777    | 4,24   | 1     |
| Federazione della Sinistra  | 616    | 3,38   | -     |
| Partito Socialista Italiano | 145    | 0,79   | -     |
| Gian Ruggero Manzoni        | 370    | 2,02   | -     |
| Lugo per Noi                | 379    | 2,08   | -     |
| Gabriele Serantoni          | 315    | 1,72   | -     |
| Federazione dei Verdi       | 319    | 1,75   | -     |
| Luca Marchiani              | 314    | 1,71   | -     |
| Lugo Mi Piace!              | 312    | 1,71   | -     |
| Totale alle liste           | 18.246 | 100,00 | 20    |
| TOTALE                      | 18.339 | 100,00 | 24    |

## Reggio Emilia

### Reggio Emilia
| Candidati e Liste                      | Voti   | %      | Seggi |
| -------------------------------------- | ------ | ------ | ----- |
| Luca Vecchi                            | 46.673 | 56,39  | -     |
| Partito Democratico                    | 40.908 | 49,86  | 19    |
| Sinistra Ecologia Libertà              | 2.519  | 3,07   | 1     |
| SvoltaRE                               | 880    | 1,07   | -     |
| 0522 Reggio Chiama Matteo              | 880    | 1,07   | -     |
| Leoni di Reggio                        | 531    | 0,64   | -     |
| Italia dei Valori - Partito del Sud    | 439    | 0,53   | -     |
| Centro Democratico                     | 423    | 0,51   | -     |
| Norberto Vaccari                       | 14.141 | 17,08  | 1     |
| Movimento 5 Stelle                     | 13.989 | 17,05  | 6     |
| Donatella Prampolini                   | 11.011 | 13,30  | 1     |
| Forza Italia                           | 6.238  | 7,60   | 2     |
| Prampolini Sindaco                     | 2.183  | 2,66   | 1     |
| Fratelli d'Italia - Alleanza Nazionale | 1.348  | 1,64   | -     |
| Nuovo Centrodestra                     | 1.117  | 1,36   | -     |
| Gianluca Vinci                         | 3.274  | 3,95   | 1     |
| Lega Nord                              | 3.223  | 3,92   | -     |
| Cinzia Rubertelli                      | 2.750  | 3,32   | 1     |
| Grande Reggio                          | 1.409  | 1,71   | -     |
| Progetto Reggio                        | 1.239  | 1,51   | -     |
| Ernesto D'Andrea                       | 2.257  | 2,72   | -     |
| Città del Tricolore                    | 2.186  | 2,66   | -     |
| Francesco Fantuzzi                     | 1.375  | 1,66   | -     |
| Un'Altra Reggio                        | 1.258  | 1,53   | -     |
| Antonio Casella                        | 1.288  | 1,55   | -     |
| Partito dei Comunisti Italiani         | 700    | 0,85   | -     |
| Reggio Democratica                     | 562    | 0,68   | -     |
| Totale alle liste                      | 82.032 | 100,00 | 28    |
| TOTALE                                 | 82.769 | 100,00 | 32    |

### Casalgrande
| Candidati e Liste                                                                         | Voti   | %      | Seggi |
| ----------------------------------------------------------------------------------------- | ------ | ------ | ----- |
| Alberto Vaccari                                                                           | 5.654  | 55,23  | -     |
| Partito Democratico                                                                       | 5.013  | 49,76  | 9     |
| Casalgrande è Passione                                                                    | 545    | 5,41   | 1     |
| Roberto Mattioli                                                                          | 2.121  | 20,72  | 1     |
| Movimento 5 Stelle                                                                        | 2.103  | 20,88  | 2     |
| Filippo Monopoli                                                                          | 835    | 8,16   | 1     |
| Forza Italia-Fratelli d'Italia - Alleanza Nazionale-Nuovo Centrodestra - Unione di Centro | 823    | 8,17   | -     |
| Alessandro Medici                                                                         | 630    | 6,15   | 1     |
| Sinistra per Casalgrande                                                                  | 607    | 6,03   | -     |
| Alessandro Stanzione                                                                      | 571    | 5,58   | 1     |
| Lista Civica per Casalgrande                                                              | 410    | 4,07   | -     |
| Ricostruiamoci il Futuro                                                                  | 150    | 1,49   | -     |
| Ombretta Zambelli                                                                         | 427    | 4,17   | -     |
| Lega Nord                                                                                 | 423    | 4,20   | -     |
| Totale alle liste                                                                         | 10.074 | 100,00 | 12    |
| TOTALE                                                                                    | 10.238 | 100,00 | 16    |

### Correggio
| Candidati e Liste                    | Voti   | %      | Seggi |
| ------------------------------------ | ------ | ------ | ----- |
| Ilenia Malavasi                      | 6.617  | 48,25  | -     |
| Partito Democratico                  | 6.393  | 46,79  | 10    |
| Forum per Correggio                  | 176    | 1,29   | -     |
| Italia dei Valori                    | 74     | 0,54   | -     |
| Centro Democratico                   | 27     | 0,20   | -     |
| Manuela Bertani                      | 1.750  | 12,76  | 1     |
| Movimento 5 Stelle                   | 1.755  | 12,84  | -     |
| Gianluca Nicolini                    | 1.423  | 10,38  | 1     |
| Forza Italia-Lega Nord               | 1.404  | 10,28  | -     |
| Fabio Catellani                      | 1.316  | 9,60   | 1     |
| Correggio ai Cittadini               | 1.275  | 9,33   | -     |
| Enrico Ferrari                       | 1.137  | 8,29   | 1     |
| Correggio al Centro                  | 1.098  | 8,04   | -     |
| Fabiana Bruschi                      | 963    | 7,02   | 1     |
| Sì Tu Sì                             | 969    | 7,09   | -     |
| Gianni Tasselli                      | 508    | 3,70   | -     |
| Partito della Rifondazione Comunista | 493    | 3,61   | -     |
| Totale alle liste                    | 13.664 | 100,00 | 11    |
| TOTALE                               | 13.714 | 100,00 | 16    |

### Scandiano
| Candidati e Liste                                                      | Voti   | %      | Seggi |
| ---------------------------------------------------------------------- | ------ | ------ | ----- |
| Alessio Mammi                                                          | 9.773  | 67,29  | -     |
| Partito Democratico                                                    | 8.568  | 59,84  | 13    |
| Siamo Scandiano                                                        | 639    | 4,46   | -     |
| Italia dei Valori                                                      | 183    | 1,28   | -     |
| Centro Democratico                                                     | 164    | 1,15   | -     |
| Roberto Sansiveri                                                      | 2.059  | 14,18  | 1     |
| Movimento 5 Stelle                                                     | 2.066  | 14,43  | 1     |
| Elena Diacci                                                           | 1.168  | 8,04   | 1     |
| Forza Italia-Nuovo Centrodestra-Fratelli d'Italia - Alleanza Nazionale | 1.177  | 8,22   | -     |
| Fabio Ferrari                                                          | 721    | 4,96   | -     |
| Lista Civica per Scandiano                                             | 718    | 5,01   | -     |
| Alessia Giacopini                                                      | 417    | 2,87   | -     |
| Giovani per Scandiano                                                  | 420    | 2,93   | -     |
| Ivan Barchi                                                            | 386    | 2,66   | -     |
| Sinistra Bene Comune per Scandiano                                     | 384    | 2,68   | -     |
| Totale alle liste                                                      | 14.319 | 100,00 | 14    |
| TOTALE                                                                 | 14.524 | 100,00 | 16    |

## Rimini

### Bellaria-Igea Marina
| Candidati e Liste                        | Voti   | %      | Seggi |
| ---------------------------------------- | ------ | ------ | ----- |
| Enzo Ceccarelli                          | 5.725  | 54,98  | -     |
| Forza Italia                             | 2.379  | 23,51  | 5     |
| Unione di Centro                         | 1.055  | 10,43  | 2     |
| Obiettivo Comune                         | 982    | 9,70   | 2     |
| Nuovo Centrodestra                       | 800    | 7,91   | 1     |
| Lega Nord                                | 161    | 1,59   | -     |
| Fratelli d'Italia - Alleanza Nazionale   | 105    | 1,04   | -     |
| Noi per la Romagna                       | 83     | 0,82   | -     |
| Gabriele Morelli                         | 2.569  | 24,67  | 1     |
| Partito Democratico                      | 1.945  | 19,22  | 3     |
| Morelli Sindaco per Bellaria-Igea Marina | 510    | 5,04   | -     |
| Danilo Lombardi                          | 1.182  | 11,35  | 1     |
| Movimento 5 Stelle                       | 1.174  | 11,60  | 1     |
| Mauro Crociati                           | 536    | 5,15   | -     |
| Città Viva                               | 530    | 5,24   | -     |
| Alessandro Zavatta                       | 401    | 3,85   | -     |
| Bene Comune Sinistra Unita               | 395    | 3,90   | -     |
| Totale alle liste                        | 10.119 | 100,00 | 14    |
| TOTALE                                   | 10.413 | 100,00 | 16    |

### Riccione
| Candidati e Liste                      | Voti   | %      | Seggi |
| -------------------------------------- | ------ | ------ | ----- |
| Renata Tosi                            | 6.820  | 34,71  | -     |
| Noi Riccionesi                         | 2.840  | 14,68  | 7     |
| Forza Italia                           | 2.576  | 13,31  | 6     |
| Fratelli d'Italia - Alleanza Nazionale | 700    | 3,62   | 1     |
| Lega Nord-Lista Civica Giovanni Bezzi  | 403    | 2,08   | 1     |
| Fabio Ubaldi                           | 8.853  | 45,06  | 1     |
| Partito Democratico                    | 6.972  | 36,03  | 6     |
| Io per Riccione                        | 1.158  | 5,99   | -     |
| Sinistra Ecologia Libertà              | 268    | 1,39   | -     |
| Partito Socialista Italiano            | 265    | 1,37   | -     |
| Sinistra Unita per Riccione            | 176    | 0,91   | -     |
| Vincenzo Cicchetti                     | 3.240  | 16,49  | 1     |
| Movimento 5 Stelle                     | 3.215  | 16,62  | 1     |
| Franca Mulazzani                       | 559    | 2,85   | -     |
| Nuovo Centrodestra                     | 603    | 3,12   | -     |
| Francesco Anemoni                      | 175    | 0,89   | -     |
| Noi per la Romagna                     | 172    | 0,89   | -     |
| Totale alle liste                      | 19.348 | 100,00 | 22    |
| TOTALE                                 | 19.647 | 100,00 | 24    |

### Santarcangelo di Romagna
| Candidati e Liste                                                     | Voti   | %      | Seggi |
| --------------------------------------------------------------------- | ------ | ------ | ----- |
| Alice Parma                                                           | 6.311  | 51,71  | -     |
| Partito Democratico                                                   | 5.163  | 42,70  | 9     |
| Sinistra Unita (Sinistra Ecologia Libertà-Federazione della Sinistra) | 589    | 4,87   | 1     |
| Senso Comune                                                          | 279    | 2,31   | -     |
| Partito Socialista Italiano                                           | 242    | 2,00   | -     |
| Luigi Berlati                                                         | 2.030  | 16,63  | 1     |
| Forza Italia                                                          | 1.291  | 10,68  | 1     |
| Progetto Ci.Vi.Co                                                     | 974    | 7,95   | -     |
| Sara Andreazzoli                                                      | 1.689  | 13,84  | 1     |
| Movimento 5 Stelle                                                    | 1.675  | 13,85  | 1     |
| Andrea Novelli                                                        | 1.437  | 11,77  | 1     |
| Una Mano per Santarcangelo                                            | 1.399  | 11,57  | -     |
| Daniele Apolloni                                                      | 738    | 6,05   | 1     |
| Fratelli d'Italia - Alleanza Nazionale                                | 728    | 6,02   | -     |
| Totale alle liste                                                     | 12.092 | 100,00 | 12    |
| TOTALE                                                                | 12.205 | 100,00 | 16    |